# Jacques-Émile Ruhlmann
Pour les articles homonymes, voir Ruhlmann.
Jacques-Émile Ruhlmann est un décorateur français, né le 26 août 1879 à Paris où il est mort le 15 novembre 1933.
La qualité de ses créations le feront surnommer « le Riesener de l’Art déco ». Le critique René Chavance[réf. nécessaire] écrit : « Il était épris des formes pures, sveltes, finement rythmées, il goûtait amoureusement, presque sensuellement ces précieuses matières qu’il harmonisait à l’extérieur, comme à l’intérieur de ses meubles. »

## Biographie

### L’homme et son entreprise
Jacques-Émile Ruhlmann naît le 26 août 1879 à Paris, il est issu d’une famille protestante d’Alsace établie à Paris en 1870 et ayant opté pour la nationalité française en 1871. Il est le fils de François Antoine Ruhlmann (1847-1907) et de Marie Valentine Septant (1854-1918). Autodidacte, il travaille très jeune dans l’entreprise familiale, la société Ruhlmann, spécialisée dans la peinture, le papier peint et la miroiterie, située 6 rue du Marché-Saint-Honoré.
Durant son service militaire (classe 1899), il devient l'ami de l'architecte et décorateur Pierre Patout. Une amitié durable concrétisée par la réalisation du projet de la maison de campagne de Jacques-Émile Ruhlmann à Lyons-la-Forêt dès les années 1910-1912, jusqu'au décès du décorateur et l'exécution de son monument funéraire par l'architecte, également orné d’une sculpture d’Alfred Janniot. Ils collaboreront sur de nombreux projets, notamment en 1925 lors de l'Exposition des arts décoratifs.
Après un an de présence sous les drapeaux, il bénéficie de l'article 23 de la loi du 15 juillet 1889 sur le recrutement de l'armée. Dégagé de ses obligations militaires, il retourne à l'entreprise familiale. En 1907, à la mort de son père, il reprend la direction de l’activité familiale qui financera les investissements dans son projet artistique. À ce moment, il commence à dessiner ses premiers meubles pour lui et ses proches.
Se formant par lui-même et avec l’aide d’amis aux techniques d’architecture intérieure, il participe à partir de 1910 au Salon d'automne, et dès celui de 1913 se profile l’extraordinaire carrière qui sera la sienne. Une de ses premières réalisations majeures est le Meuble au char qui le fera reconnaître par la critique.
Il développe l'entreprise et, en 1912, abandonne les locaux rue du Marché Saint Honoré pour s'installer dans un immeuble à double façade au 10 rue Maleville. Il y poursuit l'activité peinture, papier peint et miroiterie tandis qu’il crée une agence spécialisée dans la décoration au 27 rue de Lisbonne. En 1919, il s’associe à Pierre Laurent et fonde les Établissements Ruhlmann et Laurent.
Jacques-Émile Ruhlmann n’a jamais été formé au métier d’ébéniste. Il ne l’a jamais pratiqué, mais il a imaginé chacun de ses meubles, esquissés dans son cahier de croquis. Il supervise personnellement le plan d'exécution et la fabrication confiés à ses collaborateurs.
De 1913 à 1923 les meubles qu'il dessine sont exécutés par des artisans du faubourg Saint-Antoine. La maison Haentges frères et Fenot seront ses deux principaux fournisseurs. En 1919, il achète un bâtiment à vocation industrielle au 14 rue d'Ouessant près du Champ-de-Mars. Dans un premier temps il y installe des ateliers de peinture, de tapisserie, de papier peint et de miroiterie. En 1923, reconnu en tant que créateur de meubles et devant faire face à l'augmentation de cette activité, il ouvre un atelier d'ébénisterie dans ces mêmes locaux.
Jacques-Émile Ruhlmann imagine une organisation « stratégique » pour son siège 27 rue de Lisbonne et pour son atelier de production rue d’Ouessant. Ses deux axes sont la qualité de la relation avec la clientèle et la rationalisation de l’activité. En 1926, Pierre Patout dirige les travaux de surélévation de l’immeuble du siège. Un étage y est consacré à l'accueil du client, un aménagé en galerie pour présenter les meubles et objets mobiliers fabriqués. Un catalogue contenant les photographies des meubles déjà réalisés, et des référenciers (croquis côtés) permettent d'élargir le choix proposé. Deux étages sont réservés à l'administration et à la comptabilité des établissements. Au troisième étage, le centre névralgique où tout converge, se trouvent le bureau de Ruhlmann, celui de son neveu Alfred Porteneuve, son collaborateur privilégié, et le bureau d’études dirigé par Francis Huet. Rue d'Ouessant, Pierre Patout surélève le bâtiment et le dote de deux monte-charges. L’atelier d’ébénisterie initial, dit « A », reste traditionnel, tandis qu’un atelier « B », bénéficiant d'un agencement et d'un outillage ultra moderne, y est créé dans la partie nouvelle.
Les meubles produits (excepté les sièges rarement signés) portent à côté de l'estampille au fer « Ruhlmann » la lettre « A »  ou « B » précisant l'origine de l’atelier. Ils sont numérotés et enregistrés sur un catalogue, un certificat signé est remis à chaque acheteur. De talentueux ébénistes comme Adolphe Chanaux et Jules Deroubaix y travaillent. D'autres fabrications sont sous-traitées, comme les bronze décoratifs ou les laques, souvent confiées à Jean Dunand.
Les collaborateurs du bureau d’études de Ruhlmann sont le plus souvent choisis parmi les meilleurs élèves de l'école Boulle dont le directeur, André Fréchet, est un ami. Henry Jacques Le Même, Jacques Vibert, Paul Beucher, Paul Fréchet, Maurice Pré, René Sourzac, Denise Nolin, Jean Maurice Rothschild, Lucien Rollin, Maxime Old, Jean Denis Malclès, entre autres, débuteront chez  Ruhlmann.
Une grande diversité de meubles sont mis au point par ces dessinateurs, portant souvent le nom de leur commanditaire. Table Lorcia, chiffonnier Cabanel… Ruhlmann, reprend sans cesse les dessins pour les rendre conformes à ses visions. La crise économique qui marque le début des années 1930, et l'influence de l'UAM (Union des artistes modernes) se ressentent sur son style, qui évolue à la fin de sa vie vers davantage de dépouillement, permettant ainsi des fabrications moins dispendieuses.
Il est nommé chevalier de la Légion d'honneur en 1925, puis est promu officier du même ordre en 1933.
Le succès de Ruhlmann est incontestablement dû à son talent et son travail acharné. On peut s’étonner qu’un autodidacte soit arrivé aussi rapidement à un tel niveau de perfection. L’explication est l’ego de Jacques-Émile Ruhlmann qui l’a motivé à surpasser ce qui se faisait de mieux. Son exigence s’appliquait à lui-même comme à ses collaborateurs. Selon lui[réf. nécessaire] : « Quand un problème est bien posé et qu’un homme de génie s’y attelle, il est bien rare de ne pas produire un chef-d’œuvre. ».
Jacques-Émile Ruhlmann meurt le 15 novembre 1933 à Paris. Il avait dessiné son monument funéraire dont il avait confié l'exécution à ses deux amis, l'architecte Pierre Patout et le sculpteur Alfred Janniot. Selon sa volonté, sa firme ne lui survit pas. Le neveu de sa femme, Alfred Porteneuve, termine les chantiers en cours et achève l'exécution des meubles selon les dessins du maître. Ses collaborateurs créent en nom propre des agences de décoration qui deviendront célèbres et seront suivis par certains clients de Ruhlmann. Pour le 100e anniversaire de ce dernier, ils créeront une association à la mémoire de son œuvre.

### Sa clientèle
Avec les architectes les plus renommés de l'époque, il satisfait de nombreuses commandes de l'État et développe une activité avec une clientèle privée prestigieuse.
En 1925, à l’Exposition des Arts Décoratifs, un pavillon tout entier lui est confié : le fastueux Hôtel du Collectionneur, qu’il fait construire par son ami l’architecte Pierre Patout et que décore, sur la façade, une vaste frise en bas-relief du sculpteur Joseph Bernard.
Entre 1925 et 1930, il réalise, en collaboration avec la manufacture nationale de Sèvres, une série de vases en porcelaine ainsi qu'une tasse et sa soucoupe de style très épuré. Ces pièces sont rééditées aujourd'hui par Sèvres - Manufacture et Musée nationaux.
En 1927, Ruhlmann décore la salle des fêtes et la salle des délibérations de la chambre de commerce de Paris, dans l'hôtel Potocki avenue de Friedland, et intervient dans l'aménagement du paquebot l'Île-de-France .
Il conçoit des décors intérieurs et des meubles pour le Palais de l'Élysée, pour la présidence de l’Assemblée Nationale, pour la mairie du Ve arrondissement de Paris, pour celle de Puteaux, pour plusieurs ministères, pour le Musée des colonies à l’Exposition coloniale internationale (1931).
Parmi sa clientèle privée se trouvent les fabricants de soieries François Ducharne et  Rodier, les couturiers Jacques Doucet et Fernande Cabanel, l'orfèvre Jean Puiforcat, les architectes Pierre Patout et Boileau, les industriels Gabriel Voisin et Eugène Schueller, l’écrivain Colette, la comédienne Jane Renouardt, le maharadjah d’Indore, le sculpteur Joseph Bernard, les banquiers Rothschild, l'homme politique Tardieu, Georges-Marie Haardt, commandant en chef de la Croisière noire et de la Croisière jaune, le collectionneur hollandais Van Beuningen, etc.

### Son style
Ruhlmann crée des meubles épurés et élégants aux lignes tendues. Avec le Meuble au char apparaît le pied fuseau. Cannelé de huit sillons, il demande quatre-vingts heures de travail et est placé sur le flanc du meuble pour accentuer l'impression de légèreté (Boulogne-Billancourt, musée des Années Trente). Il utilise des essences rares comme le palissandre venu des Indes et du Brésil, l’ébène de Macassar venant d’Indonésie, l'amarante de Guyane ou l'acajou de Cuba. Il plaque ses meubles de Loupe d'Amboine de Birmanie, les marquette d'ivoire, les gaine de cuir, de galuchat, de peau de crocodile. Vers 1929, il introduit le métal chromé et l'argent dans ses productions.
En 1920, le Meuble Élysée est un bahut plaqué d’Amboine et marqueté d’ivoire.
En 1921-1922, il crée le Vide-poche fuseaux en ébène de Macassar et marqueterie d'ivoire.

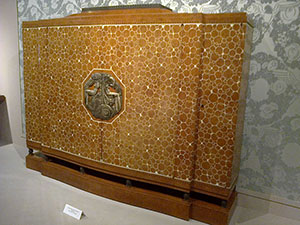
Bahut dit Meuble Élysée, marqueterie de loupe d’amboine vernie et ivoire sur bâti de chêne et tulipier, bronze argenté (1920), Paris, Mobilier national.
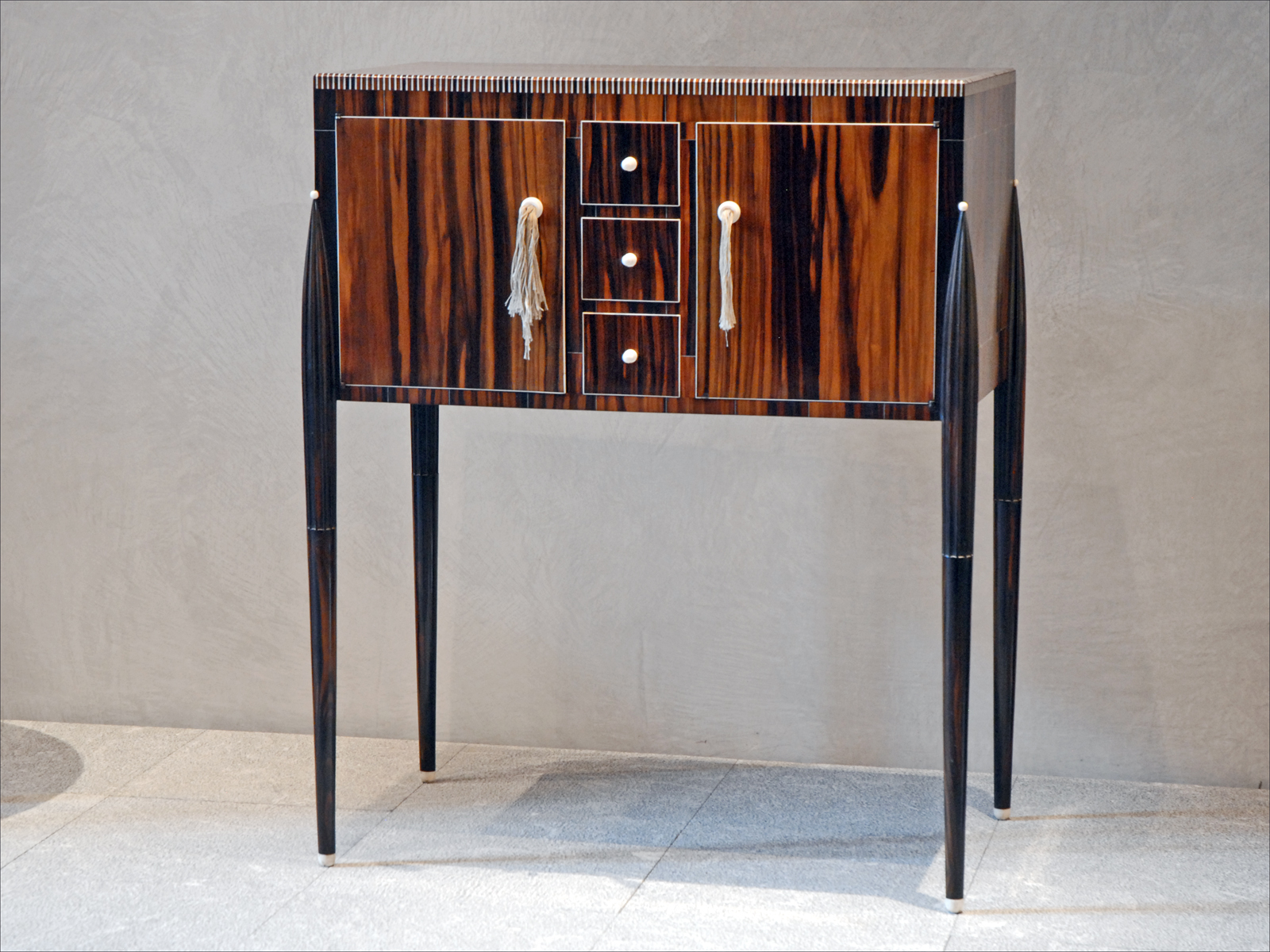
Vide-poche fuseaux, ébène de Macassar et marqueterie d'ivoire (1921-1922), musée des beaux-arts de Lyon.

Progressivement, les formes géométriques et dépouillées de ses meubles s'accentuent, anticipant ou suivant les propositions modernistes de l’UAM. L’ergonomie de ses réalisations est de plus en plus poussée. Dans le propre bureau de Ruhlmann, rue de Lisbonne, l'agencement est fonctionnel. Toutes sortes d'accessoires sont incorporés : téléphone, luminaire, barre chauffe-pieds, tableau de commande pour l'éclairage, l'ouverture des portes et des volets, entre autres. Au salon des arts décoratifs de 1932, sa recherche de matériau évolue. Pour la série Le rendez-vous des pêcheurs de truites, il emploie le métal et le merisier massif aux teintes claires ainsi que la paille.

## Œuvres majeures

### La Desserte, diteMeuble au char(1922)

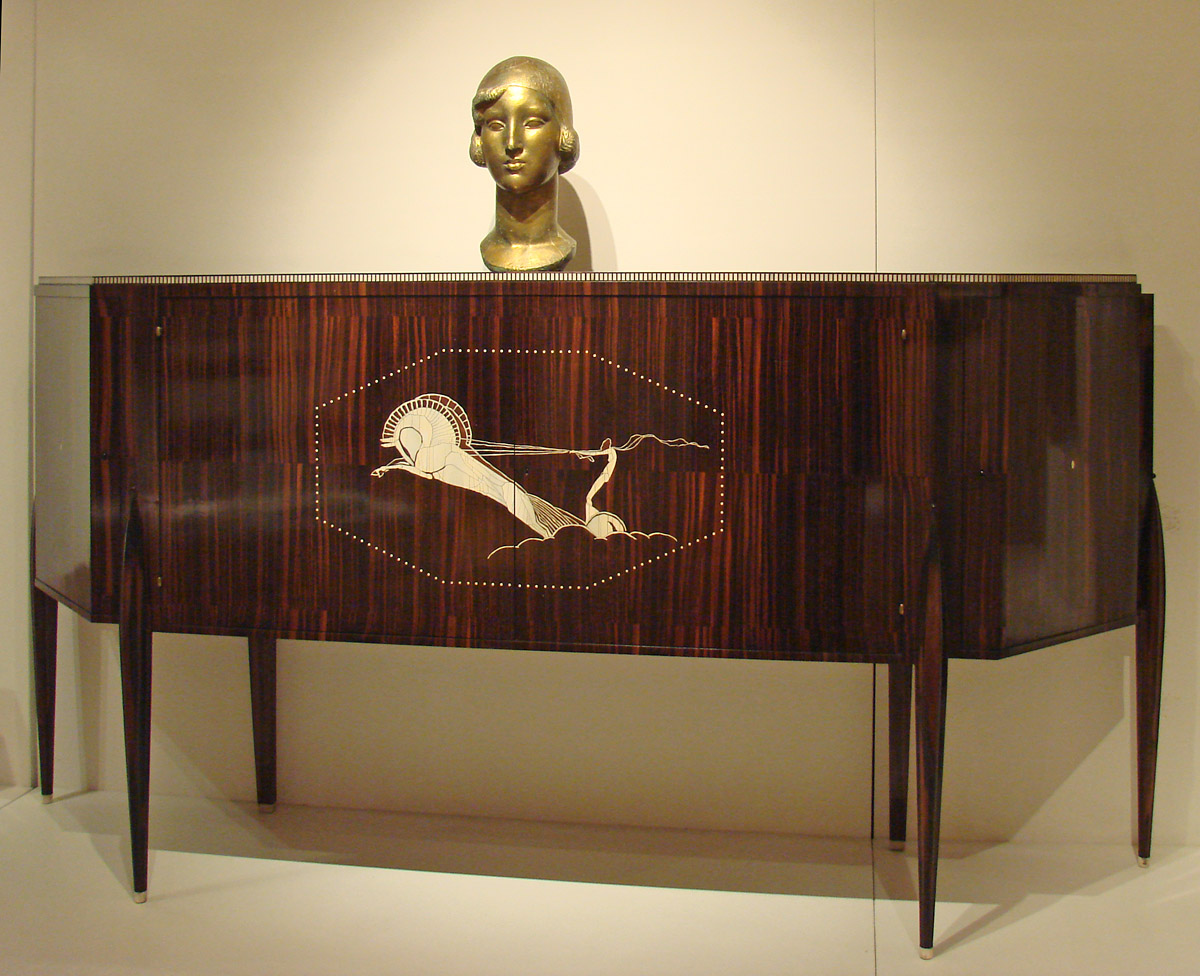
La Desserte, dite Meuble au char (1922), Boulogne-Billancourt, musée des Années Trente.

Créée en 1922 pour sa propre salle à manger. Elle mesure 1,09 mètre de haut, 2,25 mètres de long. En ébène de Macassar et amarante, le motif en ivoire de la marqueterie, représentant une femme qui conduit un char, lui a donné son nom. Le premier modèle date de 1919. Six exemplaires seront fabriqués, les deux premiers reposent sur six pieds, les quatre autres sur quatre pieds.

### Le pavillon Ruhlmann, ditHôtel du collectionneur(1925)
À l'Exposition internationale des arts Décoratifs de 1925, malgré son existence éphémère, l’Hôtel du collectionneur est considéré comme la création la plus représentative du style Art Déco. Ruhlmann, maître d'œuvre de cette réalisation, y dirige une quarantaine d'artistes et artisans. Construit par Pierre Patout, il sera aménagé, entre autres, avec la collaboration des sculpteurs Charles Hairon, Antoine Bourdelle, François Pompon et Joseph Bernard, du ferronnier Edgar Brandt, de la tabletière Eugénie O'Kin, du peintre Jean Dupas ainsi que des tapissiers et dessinateurs Roger Reboussin et Émile Gaudissard. Cet hôtel, triomphe du luxe, présente l'intérieur idéal d'un riche amateur des années 1920. Très moderne, il comprend un grand salon, une salle à manger, un boudoir, un bureau, une chambre et une salle de bains. Dans le grand salon ovale, l'Héraklès d'Antoine Bourdelle est posé sur un meuble de Ruhlmann laqué par Jean Dunand. La salle à manger est ornée d'une cheminée dont le trumeau est sculpté par Alfred Janniot. C'est à cette occasion qu'apparaît le terme d’ « Ensemblier ». Ruhlmann est célébré par la critique et conquiert une clientèle aisée.
En 1925, il est également l'auteur de la décoration du théâtre de la Michodière, du cinéma Marignan et, en 1928, du restaurant Drouant  (pour lequel il crée le fauteuil dit « Drouant »). Indépendamment de ses activités principales, Jacques Émile Ruhlmann, dessine pour la manufacture de Sèvres dès 1925 des formes de vases. En 1994, François Imhoff, met en couleur les formes conçues par le grand décorateur.

### Le paquebotÎle-de-France(1927)
Les plus grands décorateurs participeront à l'aménagement du paquebot Île-de-France en 1927, notamment Jules-Émile Leleu, André Mare et Louis Süe, ou le peintre Mathurin Méheut. Ruhlmann coordonne au niveau des premières classes les galeries desservant les salons, ainsi que l'escalier d'honneur, et se voit dévolu le grand hall où se tiennent ordinairement le salon de thé, les coins repos et jeux, et exceptionnellement les réceptions comme celle qui a marqué l'inauguration du Paquebot.

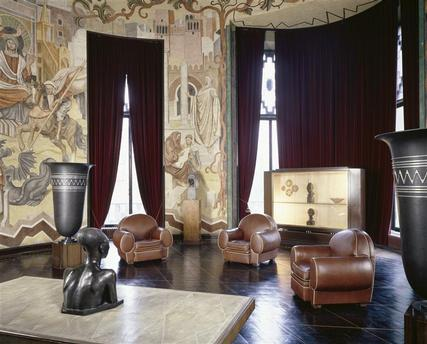
Salon Paul Reynaud, dit salon Afrique, au Palais de la Porte Dorée

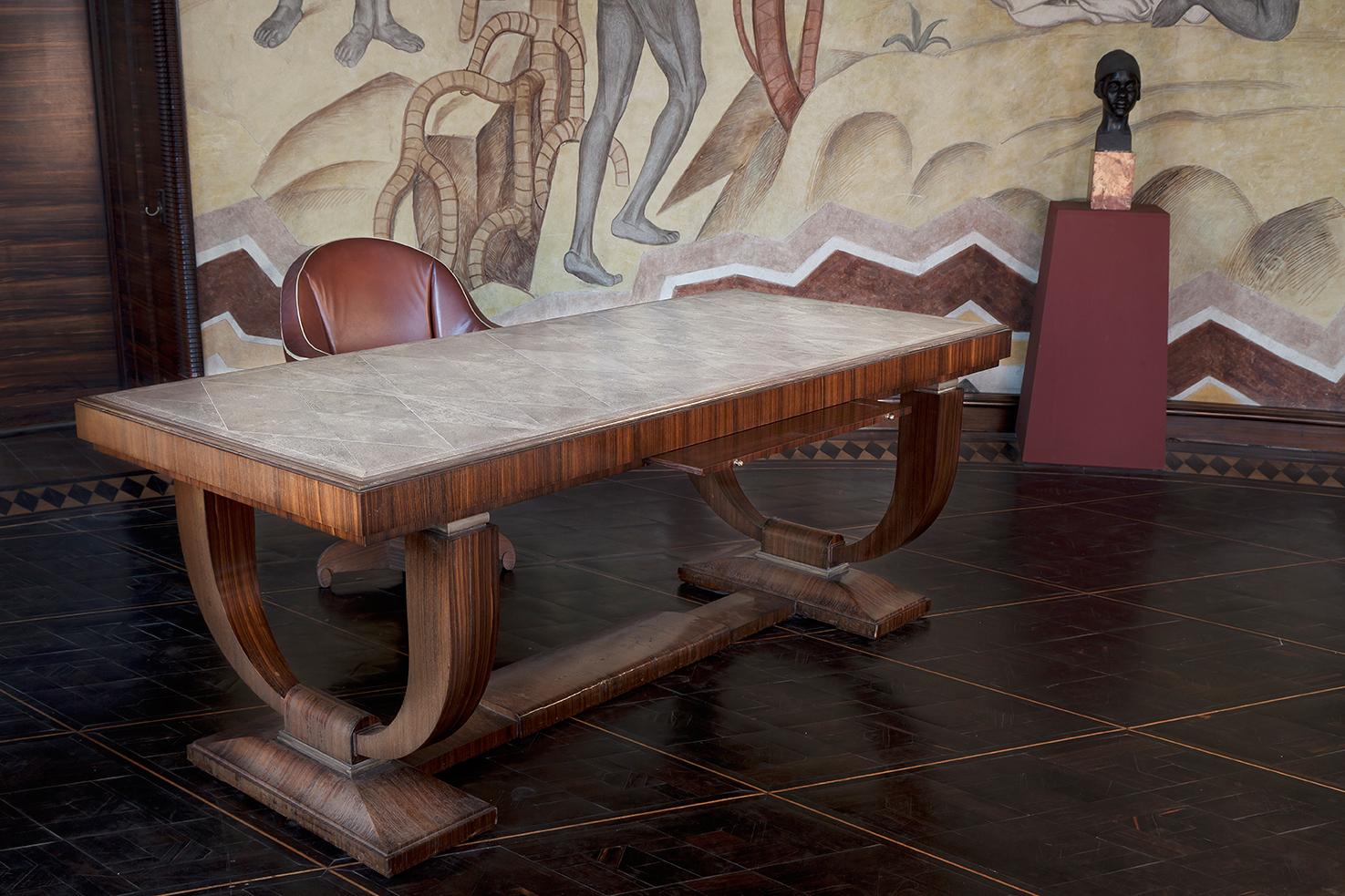
Bureau du ministre Paul Reynaud, par Jacques-Emile Ruhlmann, dans le salon Afrique au Palais de la Porte Dorée

### Le bureau du ministre des Colonies Paul Reynaud, dit salon Afrique, Palais de la Porte Dorée (1931)
En 1931, Albert Laprade, l’architecte du Palais de la Porte Dorée, fait appel à Ruhlmann pour concevoir l'ameublement du bureau de réception du ministre des Colonies Paul Reynaud dans l'un des deux salons d'apparat du Palais.
Ruhlmann a créé, pour ce salon de réception, un ensemble mobilier exceptionnel en bois exotique (ébène de macassar), inscrit au titre des monuments historiques, qui est aujourd'hui encore exposé au Palais de la Porte Dorée : 
- un bureau avec un plateau gainé de galuchat incrusté de filets d'ivoire en diagonales,
- quatre fauteuils dit "éléphants", fauteuils club garnis de maroquin brun passepoilé de blanc,
- une vitrine-argentier,
- deux chaises tripodes et
- un fauteuil pivotant pour le bureau

Il conçoit également le dessin des deux portes monumentales à deux battants (dont les poignées sont réalisées en ivoire de cornes de phacochère) et du parquet en marqueterie, toujours en ébène de macassar, souligné d'un filet de citronnier, un bois clair qui fait contraste avec la couleur sombre de l'ébène.
L'éclairage du salon est obtenu grâce à deux vases éclairant en laiton repoussé orné de motifs géométriques, réalisés par Raymond Subes, sur un socle en ébène de macassar par Ruhlmann (hauteur totale : 1,94 m).

### Rendez-vous des pêcheurs de truites(1932)
Les meubles conçus pour sa maison de campagne à Lyons-la-Forêt sont un tournant dans la carrière de Ruhlmann. Ils intègrent le métal, un retour à la simplicité et une élégance rustique (chaises paillées).

## Collections publiques
- Boulogne-Billancourt, musée des Années Trente :
  - Fauteuil provenant de l’Hôtel du collectionneur, 1925
  - Table à jouer Dubly, 1927
  - Coiffeuse et le fauteuil dits Rendez-vous des pêcheurs de truites, 1932
  - Ensemble provenant de la maison du sculpteur Joseph Bernard

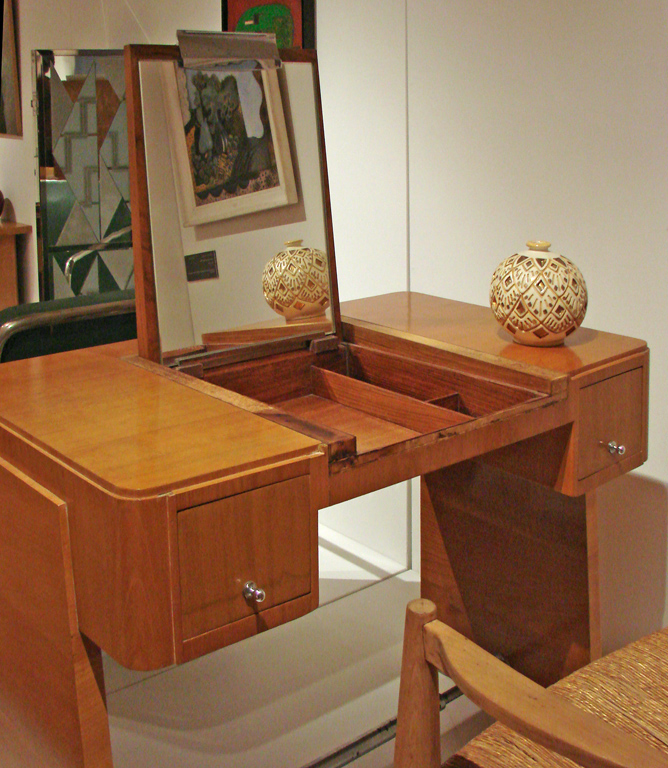
Coiffeuse et le fauteuil dits Rendez-vous des pêcheurs de truites (1932), Boulogne-Billancourt, musée des Années Trente.
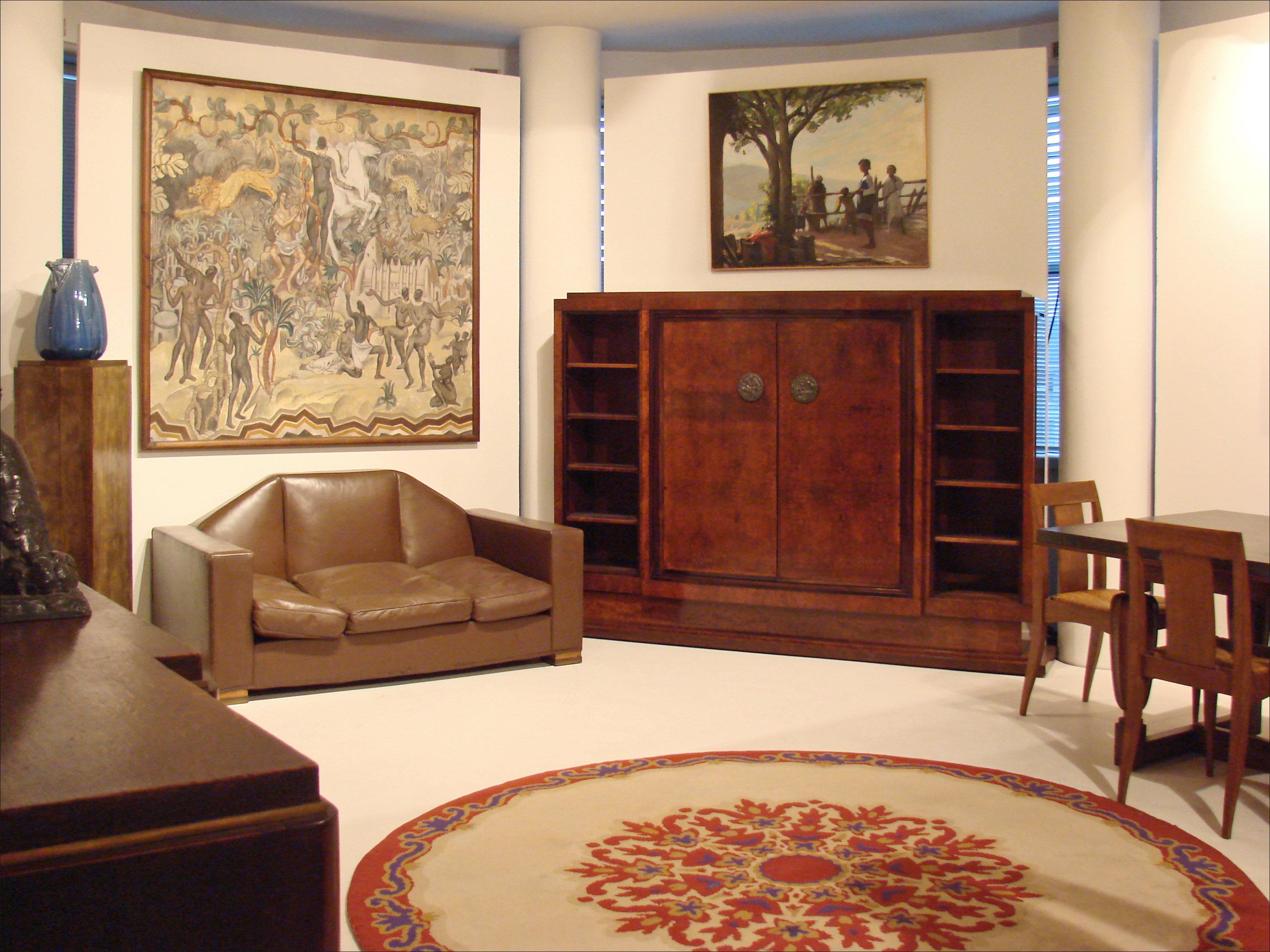
La maison de Joseph Bernard, Boulogne-Billancourt, musée des Années Trente.

## L'Association pour la commémoration de l'œuvre[17]
L’idée était de commémorer l’œuvre pour le 100e anniversaire de Ruhlmann, c’est finalement peu après, en avril 1980, que l’association est créée pour perpétuer son souvenir. Elle regroupe ceux qui ont participé à son œuvre ou en ont été les admirateurs.
Ses membres sont Paul Beucher Président, Jean Maurice Rothschild Vice Président, Maxime Old secrétaire, Madame Treffel Trésorière, Noël Porteneuve petit neveu de Ruhlmann, Raymond Lautelin, Henry Jacques Le Même, Maurice Pré, René Sourzac, Jacques Vibert, Félix Marcilhac (expert), Jean Denis Malcles, Lucien Rollin, Georges Castel, Joseph Edouard, G Sanch.
Au-delà du souvenir, l’objectif est de mettre à sa juste place l’œuvre de Ruhlmann dans l’histoire du patrimoine artistique français et mondial. Plusieurs actions sont prévues et réalisées. Le 26 mars 1981 une plaque commémorative est apposée sur la façade de l'hôtel du 27 rue de Lisbonne. Simultanément, une exposition est organisée dans la salle des fêtes de la chambre de commerce et d'industrie de Paris créée par Émile Jacques Ruhlmann en 1927. L'année suivante, l'hôtel des monnaies et médailles édite une médaille d'André Léon Galtié à son effigie. Surtout, l'association réalise en partenariat avec la bibliothèque Forney une collection de diapositives sur les principales œuvres de Ruhlmann accompagnée d'un texte présentant la carrière de l'artiste et les phases de l'évolution de son esprit créateur.